# Pusiola edwardsi
Pusiola edwardsi là một loài bướm đêm thuộc phân họ Arctiinae, họ Erebidae.